# Ramon (nom)
Ramon és un nom propi masculí que prové etimològicament del germànic Ragin-mund, «el que protegeix pel consell» 
Molt popular, especialment a Catalunya, on es coneixen diverses formes que han acabat transcendint a la resta de l'Estat espanyol, com Raimon i Raimond o les formes antigues Raimund i Remismunt. També es coneix l'hipocorístic o forma familiar Moncho.
Actualment, no és un nom molt freqüent per als nadons, ja que ocupa la posició 346, amb un percentatge del 0,44, segons l'IDESCAT; però, sí que ho fou entre les dècades dels anys quaranta i fins als setanta.

## Onomàstica
- 31 d'agost: Sant Ramon Nonat[1]

## Variants en altres llengües[1]
- Alemany: Raimunde
- Anglès: Raymond, Ray
- Espanyol: Ramón
- Euskera: Erraimundo
- Francès: Raimond
- Gallec: Ramón
- Italià: Raimondo

## Personatges famosos
- Ramon I de Tolosa (810-863), comte i duc de Tolosa), Roergue, Carcassona, Rasès, Carcí i Llemosí
- Ramon Borrell (972-1017), comte de Barcelona, Girona i Osona
- Ramon I de Cerdanya (?-1068), comte de Cerdanya i de Conflent, i comte de Berga
- Ramon Berenguer I (ca. 1023-1076), comte de Barcelona, Girona, Osona, Carcassona i Rasès
- Ramon IV de Tolosa (1042-1105), comte de Tolosa, comte de Trípoli, comte de Roergue, comte de Nimes, comte d'Albi, comte de Carcí i comte de Narbona
- Ramon Berenguer II (1053-1082), comte de Barcelona, Girona, Osona, Carcassona i Rasès
- Ramon Berenguer III (1082-1131), comte de Barcelona i Girona, d'Osona, Besalú, Provença i Cerdanya
- Ramon Berenguer IV, dit el Sant (1113/1114-1162), comte de Barcelona i Girona, príncep d'Aragó i comte de Ribagorça i regent del comtat de Provença
- Ramon Nonat (1204-1240), religiós mercedari, cardenal, venerat com a sant de l'església catòlica
- Ramon de Penyafort (1180-1275), religiós dominic català, un dels grans especialistes en dret canònic de l'edat mitjana
- Ramon Llull (1232-1316), escriptor, filòsof, místic, teòleg, professor i missioner mallorquí del segle xiii
- Ramon Muntaner (1265-1336), militar, administrador, polític i cronista català, eminentment conegut per ser el redactor d'una de les quatre grans cròniques